# Mroczeń (gromada)
Mroczeń – dawna gromada, czyli najmniejsza jednostka podziału terytorialnego Polskiej Rzeczypospolitej Ludowej w latach 1954–1972.
Gromady, z gromadzkimi radami narodowymi (GRN) jako organami władzy najniższego stopnia na wsi, funkcjonowały od reformy reorganizującej administrację wiejską przeprowadzonej jesienią 1954 do momentu ich zniesienia z dniem 1 stycznia 1973, tym samym wypierając organizację gminną w latach 1954–1972.
Gromadę Mroczeń z siedzibą GRN w Mroczeniu utworzono – jako jedną z 8759 gromad na obszarze Polski – w powiecie kępińskim w woj. poznańskim, na mocy uchwały nr 23/54 WRN w Poznaniu z dnia 5 października 1954. W skład jednostki weszły obszary dotychczasowych gromad Grębanin, Łęka Mroczeńska i Mroczeń ze zniesionej gminy Kępno-Południe w tymże powiecie. Dla gromady ustalono 27 członków gromadzkiej rady narodowej.
Gromada przetrwała do końca 1972 roku, czyli do kolejnej reformy gminnej.